# 仙台運輸区
仙台運輸区（せんだいうんゆく）は、宮城県仙台市にかつて存在した東日本旅客鉄道（JR東日本）東北本部の運転士・車掌が所属する組織である。2023年3月17日限りで廃止し、現在は仙台統括センター仙台乗務業務ユニット。

## 沿革
- 2003年10月1日：仙台運転区・仙台車掌区を統合し、仙台運輸区発足[1]。
- 2023年3月18日 - 仙台統括センター（仙台、岩沼、白石蔵王、多賀城の各駅、仙台運輸区、宮城野運輸区の統合）が発足。当区は廃止。